# Otakar Vydra
Otakar Vydra (11. srpna 1901 Praha – 31. října 1982) byl československý atlet-oštěpař.
Reprezentoval Československo na LOH 1920 v belgických Antverpách, kde s výkonem 37,75 m skončil na 24. místě.